# Au Yeong Pak Kuan
Au Yeong Pak Kuan (chinois simplifié : 欧阳伯钧 ; chinois traditionnel : 歐陽伯鈞) (né le 24 août 1960 à Singapour) est un joueur de football international singapourien, qui évoluait au poste de milieu de terrain.
Après s'être retiré du monde du football, Au Yeong travaille en tant que directeur général régional pour Honeywell Pte. Ltd. à Singapour.

## Biographie

### Carrière en sélection
Il joue 80 matchs avec l'équipe de Singapour entre 1979 et 1989[réf. nécessaire].
Il participe avec l'équipe de Singapour à la Coupe d'Asie des nations de 1984.